# Genista linifolia
El escobón blanco o romero retama (Genista linifolia) es un arbusto de la familia de las fabáceas.

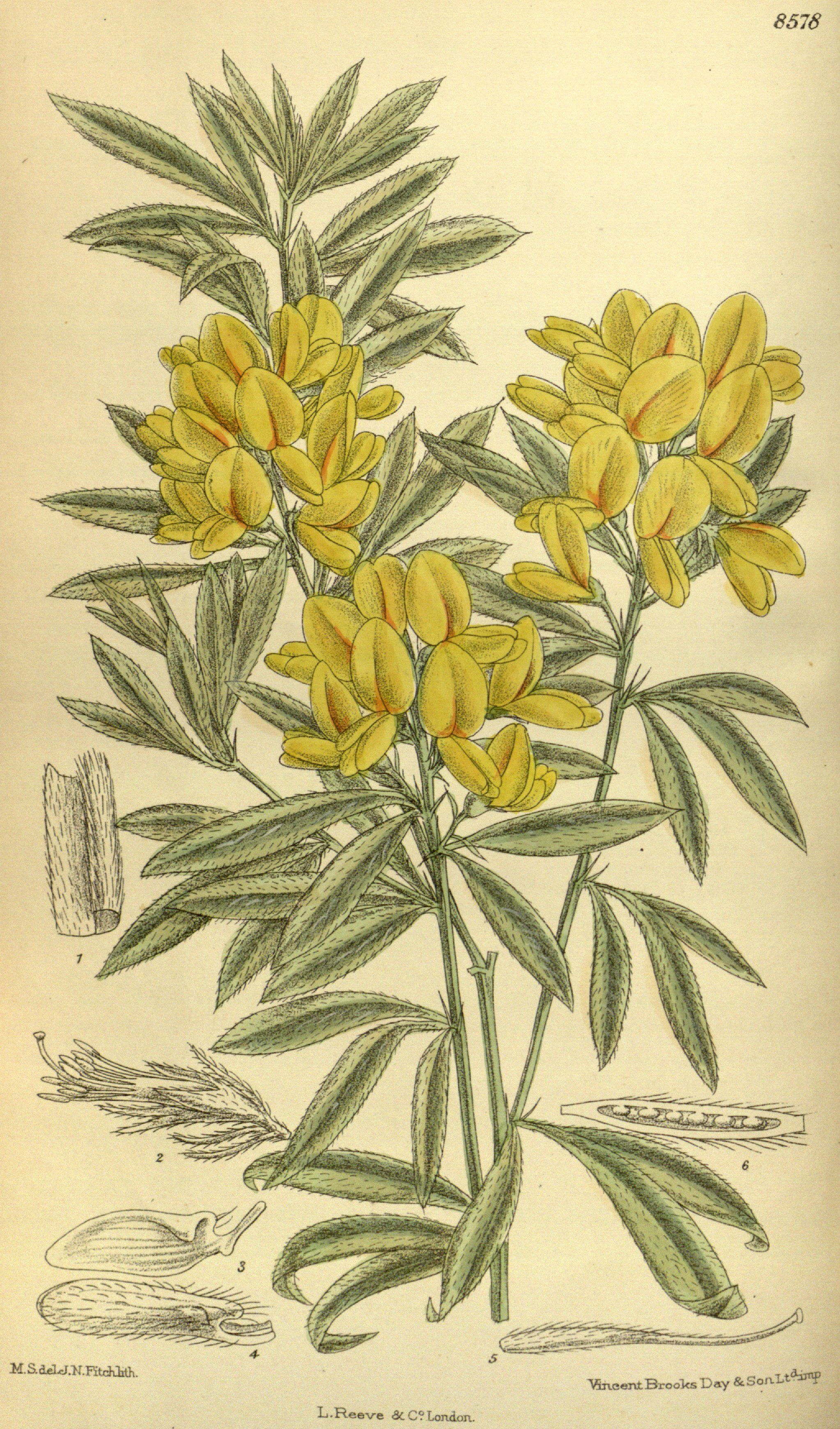
Ilustración

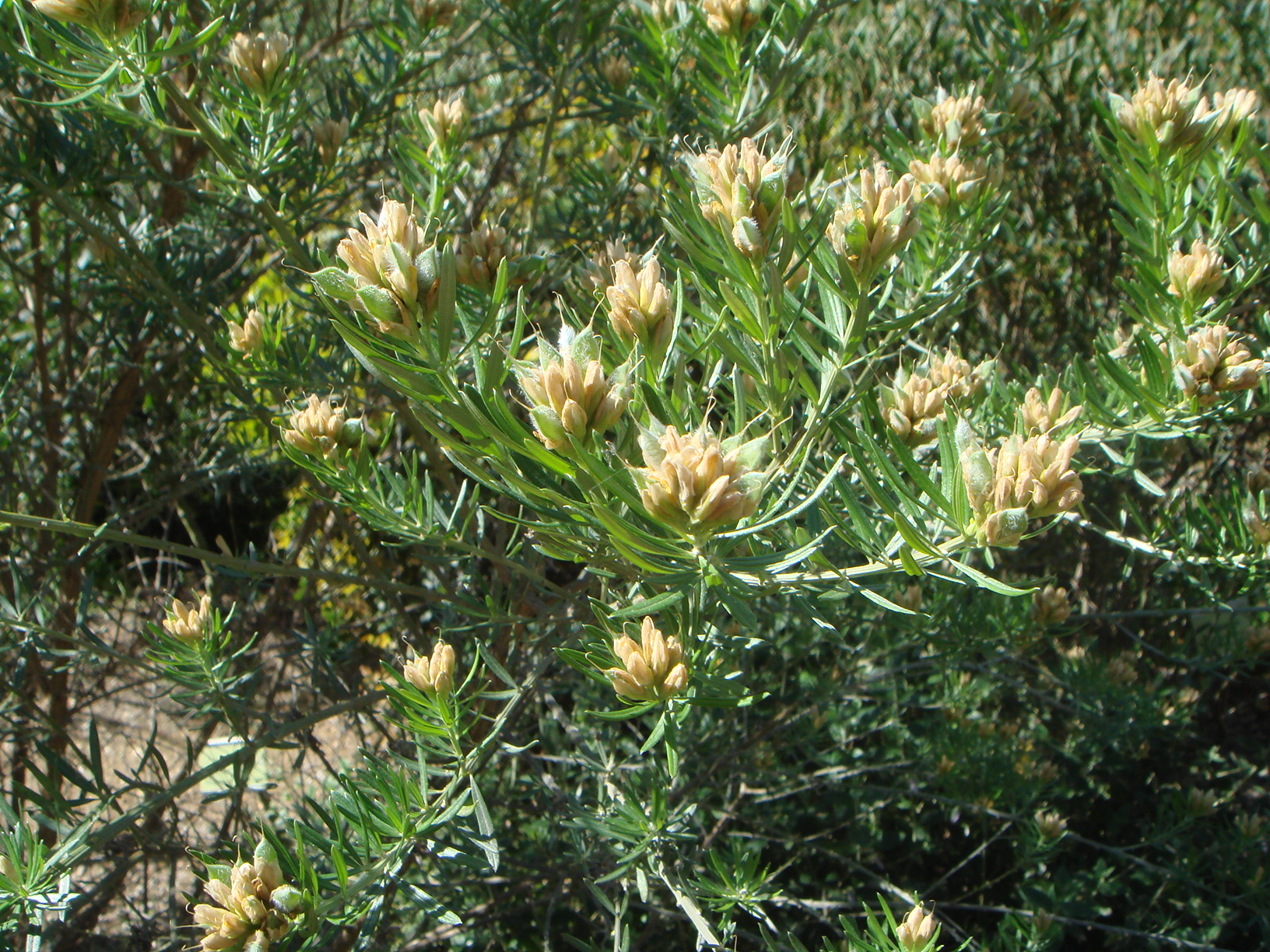
Vista de la planta

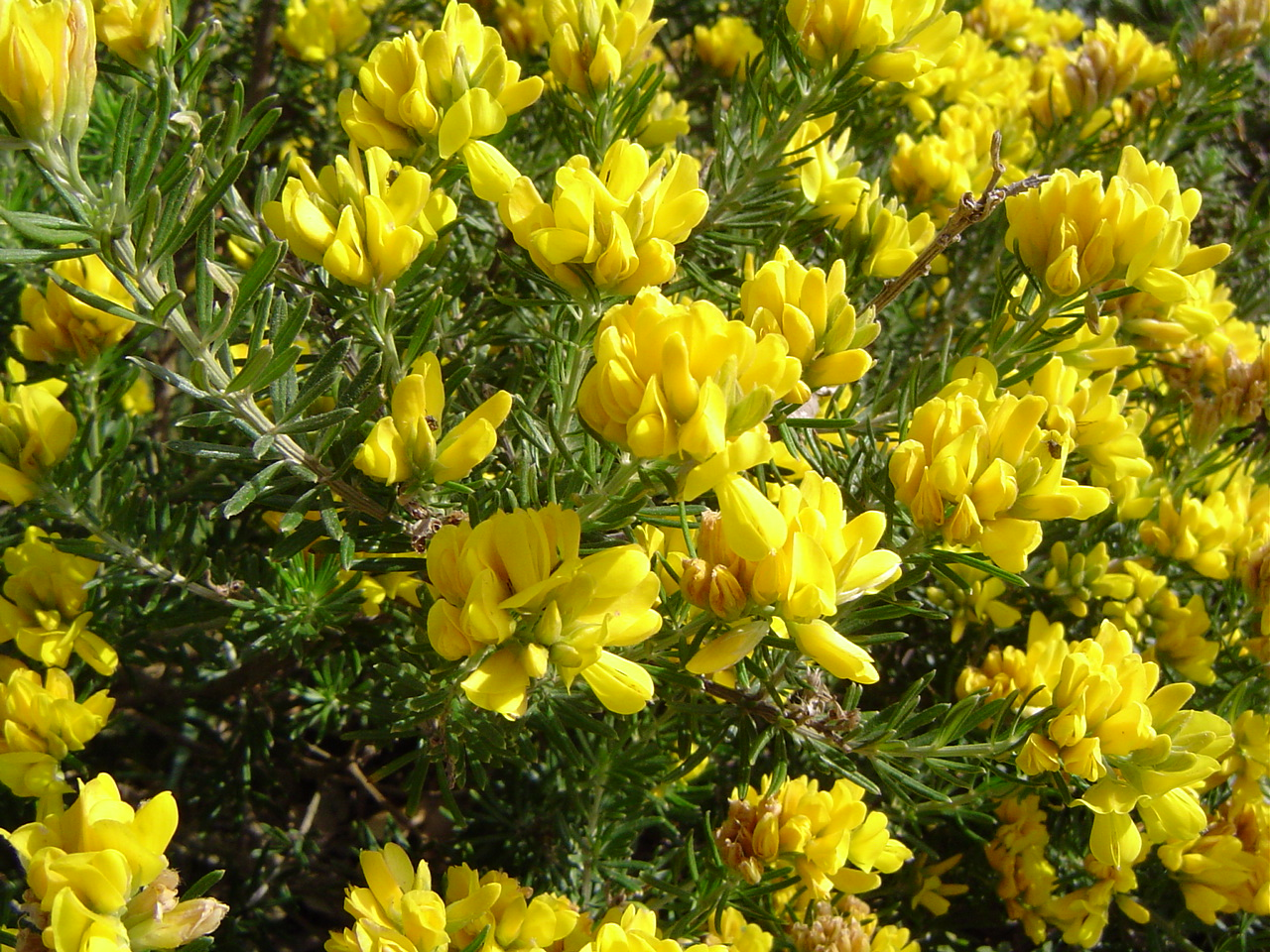
Inflorescencia

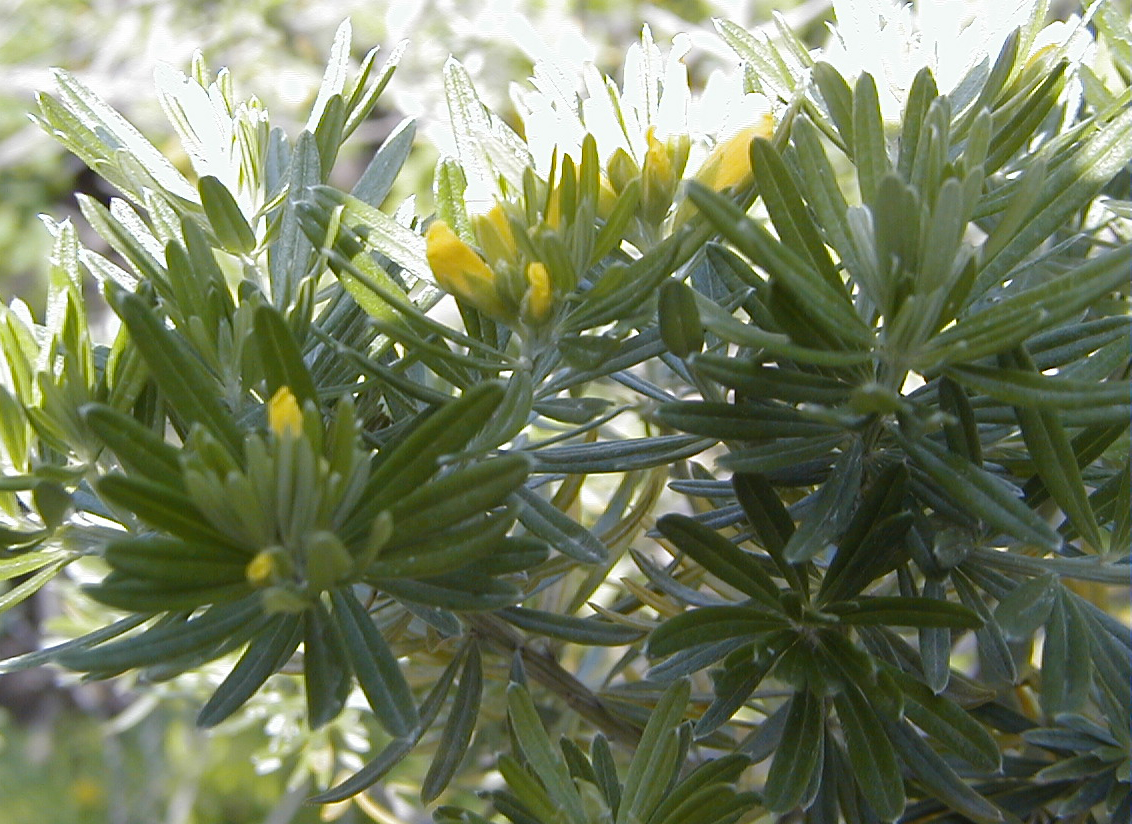
Hojas

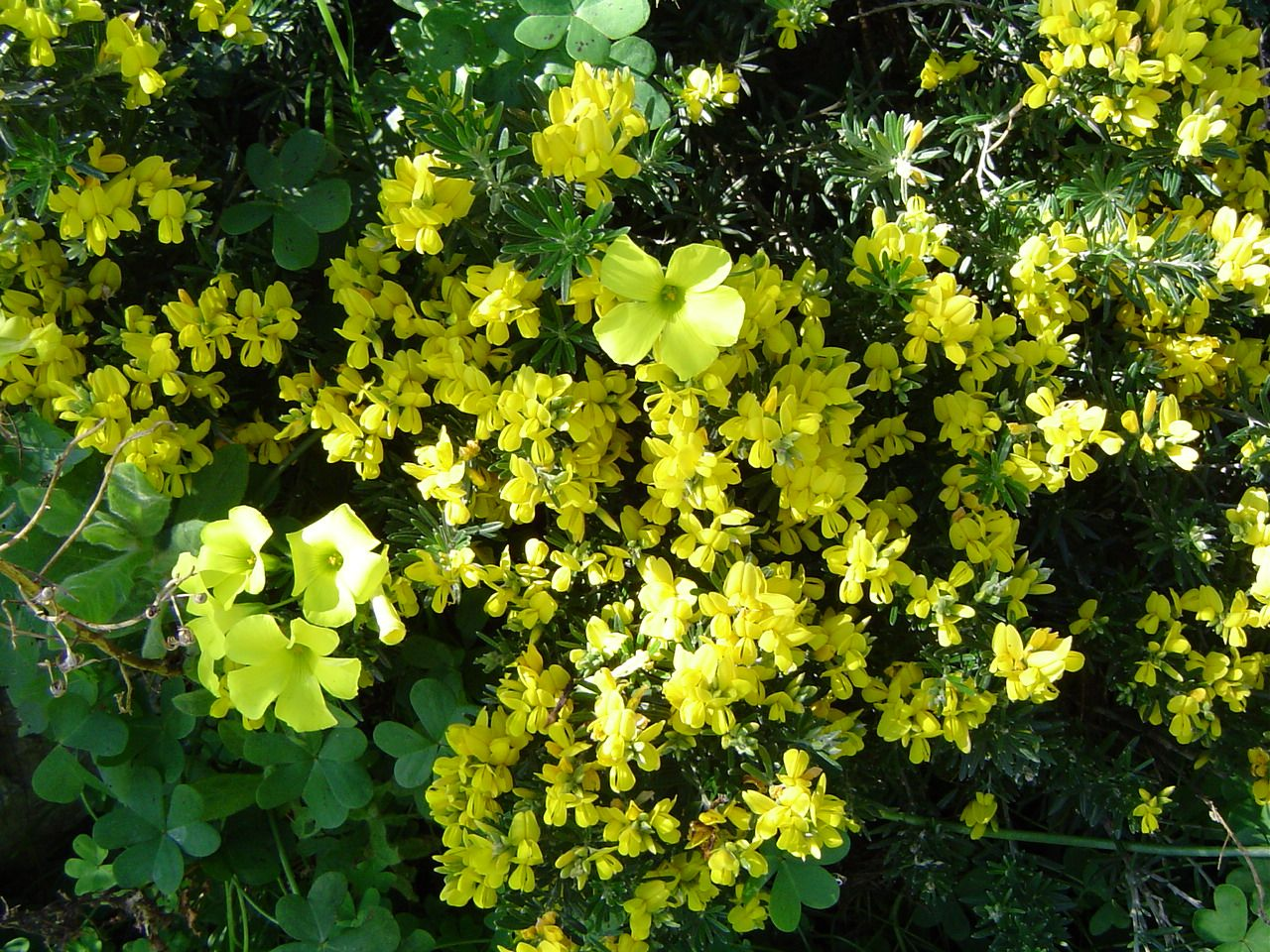
Flores

## Descripción
El género Teline presenta caracteres intermedios entre Genista y Cytisus. Las hojas se disponen erguidas respecto a la rama, sin peciolo, divididas en folíolos estrechos como las hojas del romero, verde lustroso por el haz y con  el envés peloso blanquecino. Las flores de color amarillo oro y se sitúan al final de las ramas formando racimos. Las legumbres están cubiertas de pelos blanco-plateados y presentan aspecto racimoso.

## Hábitat
Se desarrolla bien en lugares con invierno suave. Aparece en el sotobosque de alcornocales cercanos a la costa.

## Distribución
En el sur de la península ibérica, en el noroeste de África y en Canarias.  Se ha naturalizado en California y en algunas partes de Australia.

## Taxonomía
Genista linifolia  fue descrita por Carlos Linneo y publicado en Species Plantarum, Editio Secunda 2: 997–998. 1763.
Etimología
Genista: nombre genérico que proviene del latín de la que los reyes y reinas Plantagenet de Inglaterra tomaron su nombre, planta Genesta o plante genest, en alusión a una historia que, cuando Guillermo el Conquistador se embarcó rumbo a Inglaterra, arrancó una planta que se mantenía firme, tenazmente, a una roca y la metió en su casco como símbolo de que él también sería tenaz en su arriesgada tarea. La planta fue la  llamada planta genista en latín. Esta es una buena historia, pero por desgracia Guillermo el Conquistador llegó mucho antes de los Plantagenet y en realidad fue Godofredo de Anjou que fue apodado el Plantagenet, porque llevaba un ramito de flores amarillas de retama en su casco como una insignia (genêt es el nombre francés del arbusto de retama), y fue su hijo, Enrique II, el que se convirtió en el primer rey Plantagenet. Otras explicaciones históricas son que Geoffrey plantó este arbusto como una cubierta de caza o que él la usaba para azotarse a sí mismo. No fue hasta que Ricardo de York, el padre de los dos reyes Eduardo IV y Ricardo III, cuando los miembros de esta familia adoptaron el nombre de Plantagenet, y luego se aplicó retroactivamente a los descendientes de Godofredo I de Anjou como el nombre dinástico.
linifolia: epíteto latino que significa "con hojas como el lino" (Linum )
Citología
Números cromosomáticos de Genista linifolia  (Fam. Leguminosae) y táxones infraespecificos: 2n=48
Sinonimia
- Teline gomerae (P.E.Gibbs & Dingwall) G.Kunkel
- Teline linifolia (L.) Webb & Berthel.
- Teline linifolia (L.) Webb & Berthel. subsp. rosmarinifolia (Webb & Berthel.)P.E.Gibbs & Dingwall
- Teline rosmarinifolia Webb & Berthel.[6]
- Teline linifolia subsp. linifolia (L.) Webb in Webb & Berthel., Phytogr. Can. 2: 41 (1842)
- Telinaria linifolia (L.) C.Presl in Abh. Königl. Böhm. Ges. Wiss. ser. 5 3: 479 (1845), nom. illeg.
- Genistoides linifolia (L.) Moench, Suppl. Meth. 44 (1802)
- Avornela linifolia (L.) Raf., Sylva Tellur. 24 (1838)
- Genista linifolia L., Sp. Pl. ed. 2 997 (1763)
- Spartium linifolium (L.) Desf., Fl. Atlant. 2: 134 (1798)
- Cytisus linifolius (L.) Lam., Fl. Franç. 2: 624 (1779)
- Genista linifolia var. leucocarpa J.J.Rodr. in Bull. Soc. Bot. France 25: 238 (1878)
- Cytisus linifolius var. leucocarpus (J.J. Rodr.) Porta in Nuovo Giorn. Bot. Ital. 19: 302 (1887)[5]

## Usos
Sus semillas contienen esparteína, alcaloide cardiotónico usado en medicina.